# Pavol Pintér
Pavol Pintér (22. ledna 1934 – 26. října 1986) byl slovenský fotbalový záložník.

## Fotbalová kariéra
V československé lize hrál za Jednotu/VSS Košice v 85 zápasech a dal 8 ligových gólů. Za reprezentační B-tým nastoupil ve 3 utkáních.
V létě 1961 přestoupil do třetiligového klubu Spartak PS Přerov.

## Ligová bilance
| Ročník                                   | Zápasy | Góly | Minuty | Klub           |
| ---------------------------------------- | ------ | ---- | ------ | -------------- |
| 1. československá fotbalová liga 1958/59 | 26     | 2    | 2 257  | Jednota Košice |
| 1. československá fotbalová liga 1959/60 | 25     | 0    | 2 184  | Jednota Košice |
| 1. československá fotbalová liga 1963/64 | 18     | 3    | 1 444  | VSS Košice     |
| 1. československá fotbalová liga 1964/65 | 16     | 3    | 1 479  | VSS Košice     |
| CELKEM I. ČS. LIGA                       | 85     | 8    | 7 174  |                |